# بخش آرنا، شهرستان پاین، مینه سوتا
بخش آرنا (به انگلیسی: Arna Township) یک منطقهٔ مسکونی در ایالات متحده آمریکا است که در شهرستان پین، مینه‌سوتا واقع شده‌است.
 بخش آرنا ۹۸٫۰ کیلومتر مربع مساحت و ۸۶ نفر جمعیت دارد و ۳۱۱ متر بالاتر از سطح دریا واقع شده‌است.